# Louis-Eugène-Fernand Bucheton
Louis-Eugène-Fernand Bucheton, francoski general, * 11. julij 1878, † 6. november 1943.